# Urs Jenzer
Pour les articles homonymes, voir Jenzer.
Urs Jenzer est un athlète suisse né en 1970. Spécialiste de l'ultra-trail, il a notamment remporté l'Eiger Ultra Trail en 2014 et 2015. Il est également triple champion suisse de trail.

## Résultats
| no  | masculin           | Course                                                  | Longueur | Départ           | Temps            |
| --- | ------------------ | ------------------------------------------------------- | -------- | ---------------- | ---------------- |
| 10e | 10e                | Challenge mondial de course en montagne longue distance | 42,2 km  | 7 septembre 2007 | 3 h 15 min 47 s  |
| 3e  | Médaille de bronze | Marathon des Grisons                                    | 42,2 km  | 27 juin 2009     | 3 h 49 min 33 s  |
| 3e  | Médaille de bronze | Glacier 3000 Run                                        | 26 km    | 8 août 2009      | 2 h 31 min 24 s  |
| 1re | Médaille d'or      | Défi Val-de-Travers                                     | 72 km    | 19 juin 2010     | 6 h 28 min 18 s  |
| 2e  | Médaille d'argent  | Eiger Ultra Trail                                       | 101 km   | 20 juillet 2013  | 12 h 28 min 24 s |
| 1er | Médaille d'or      | Eiger Ultra Trail                                       | 101 km   | 19 juillet 2014  | 11 h 56 min 43 s |
| 3e  | Médaille de bronze | Trail de l'Absinthe                                     | 75 km    | 13 juin 2015     | 6 h 34 min 53 s  |
| 1er | Médaille d'or      | Eiger Ultra Trail                                       | 101 km   | 18 juillet 2015  | 11 h 44 min 31 s |
| 2e  | Médaille d'argent  | Eiger Ultra Trail                                       | 101 km   | 15 juillet 2017  | 11 h 15 min 42 s |
| 3e  | Médaille de bronze | Eiger Ultra Trail E51                                   | 51 km    | 17 juillet 2021  | 5 h 20 min 15 s  |